# Hochtausing
Hochtausing är en bergstopp i Österrike.   Den ligger i distriktet Liezen och förbundslandet Steiermark, i den centrala delen av landet, 180 km väster om huvudstaden Wien. Toppen på Hochtausing är 1 823 meter över havet, eller 280 meter över den omgivande terrängen. Bredden vid basen är 5,4 km.
Terrängen runt Hochtausing är bergig norrut, men söderut är den kuperad. Närmaste större samhälle är Liezen, 6,5 km öster om Hochtausing. 
I omgivningarna runt Hochtausing växer i huvudsak blandskog. Runt Hochtausing är det ganska glesbefolkat, med 25 invånare per kvadratkilometer.